# Герб Пуэрто-Рико
Герб Пуэрто-Рико был дарован стране испанской монархией в 1511 г. и является старейшим в Новом Свете. В 1976 г. правительство страны приняло современный вариант герба.

## Описание герба
Зелёный фон щита символизирует растительность острова. Изображенные на щите агнец (Божий) и флаг символизируют Иоанна Крестителя, а книга с семью печатями, на которой сидит агнец, символизирует книгу Откровения Иоанна Богослова. Обрамление щита состоит из нескольких элементов: замки и львы изображают королевства Кастилия и Леон, а флаг с гербами — королевство Арагон и королевство Сицилия. Иерусалимский крест олицетворяет Иерусалимское королевство, чьи наследственные права перешли к королевству Сицилия, а затем к испанской короне. Буква F и стрелы (исп. flechas) представляют Фердинанда II Арагонского, буква Y и ярмо (исп. yugo) — королеву Изабеллу I Кастильскую; оба эти элемента присутствовали на гербе монархов. Девиз на латыни «Joannes Est Nomem Ejus» (цитата из Евангелия от Луки, 1:63, означающая «Иоанн имя ему») напоминает о том, что первоначально остров назывался Сан-Хуан-Баутиста в честь Иоанна Крестителя.

## История
- Герб в XVIII веке
- Герб в 1902-1905 гг

## Большая печать
Все штаты США используют печать в качестве официального символа. Печать Пуэрто-Рико в отличие от первоначального герба лишена некоторых христианских символов: у ягненка в центре отсутствует нимб, а вместо флага с крестом он держит белый флаг. Кроме того, на книге нет печатей книги Откровения.